# Provincia de Martuni
La provincia de Martuni (en armenio: Մարտունի) fue una provincia de la autoproclamada República de Artsaj. Si bien la provincia fue parte de facto de Artsaj, la república tuvo un reconocimiento internacional limitado y el territorio de la provincia fue, de jure, parte de la República de Azerbaiyán. El territorio se formó a partir del raión soviético homónimo de Martuní dentro del antiguo Óblast Autónomo del Alto Karabaj. El territorio de la provincia era reconocido internacionalmente como la parte de jure del raión de Joyavend en el país musulmán.

## Descripción
La provincia de Martuni estaba formada por la rama del antiguo óblast que sobresalía más al este, casi llegaba a Stepanakert al oeste y pasaba un poco más allá de Karmir Shuka al sur. La mitad occidental tenía muchas colinas y pequeñas montañas, llenas de pequeñas aldeas, mientras que la mitad oriental era muy plana, con menos aldeas y el centro regional más grande de Martuni. Históricamente, esta área también se conocía como Myus Haband y Varand. La provincia de Martuní tenía 35 comunidades rurales y 1 comunidad urbana.
En 1991, el parlamento de Azerbaiyán, con la Ley de abolición del Óblast Autónomo del Alto Karabaj, abolió el raión de Martuni e incorporó su territorio al vecino distrito azerí de Khojavend.

## Economía
La base de la economía era la agricultura. Se desarrollaba el cultivo de plantas de grano, viticultura, fruticultura, ganadería. El 24,2% de las cosechas de cereales de la república, el 58,9% de la cosecha bruta de uva se producía en la provincia de Martuni. Lusakert Poultry Factory (LLC) estuvo en funcionamiento desde 2002. Durante los años soviéticos, la región suministró cereales, uvas, frutas, sorgo, lana, leche, etc. a las empresas procesadoras azerbaiyanas. En 2009, la participación de los principales sectores de la economía de la región en el volumen total de las respectivas ramas de la república fue industria 3.3%, agricultura 25.3%, construcción 13.1%, comunicaciones 6.4%, facturación del comercio minorista 10.6%, servicios 7,8%. Estaba conectado con Stepanakert, Martakert y Hadrut por carreteras.

## Sitios de interés
Monasterio de Amaras, uno de los monasterios más antiguos del antiguo Reino de Armenia.